# John Long (Politiker)
John Long (* 26. Februar 1785 im Loudoun County, Virginia; † 11. August 1857 in Liberty, North Carolina) war ein US-amerikanischer Politiker. Zwischen 1821 und 1829 vertrat er den Bundesstaat North Carolina im US-Repräsentantenhaus.

## Werdegang
Noch in seiner Jugend kam John Long mit seinen Eltern nach Longs Mill, dem späteren Ort Liberty, in North Carolina, wo er sowohl öffentliche als auch private Schulen besuchte. Danach betätigte er sich als erfolgreicher Farmer in der Landwirtschaft. Gleichzeitig begann er als Mitglied der Demokratisch-Republikanischen Partei eine politische Laufbahn. In den Jahren 1811 und 1812 saß er als Abgeordneter im Repräsentantenhaus von North Carolina; von 1814 bis 1815 gehörte er dem Staatssenat an.
Bei den Kongresswahlen des Jahres 1820 wurde Long im zehnten Wahlbezirk von North Carolina in das US-Repräsentantenhaus in Washington, D.C. gewählt, wo er am 4. März 1821 die Nachfolge von Charles Fisher antrat. Nach drei Wiederwahlen konnte er bis zum 3. März 1829 vier Legislaturperioden im Kongress absolvieren. Nach der Auflösung seiner Partei Anfang der 1820er Jahre schloss er sich der Opposition gegen Andrew Jackson an und wurde Anhänger von Präsident John Quincy Adams. Im Kongress vertrat er in seinen letzten Legislaturperioden die kurzlebige National Republican Party. Vor allem seit 1825 wurde im Repräsentantenhaus heftig zwischen den Anhängern der beiden Fraktionen um Jackson und Adams gestritten.
1828 wurde Long nicht wiedergewählt. In den folgenden Jahren trat er politisch nicht mehr in Erscheinung. Er widmete sich wieder seinen landwirtschaftlichen Tätigkeiten und starb am 11. August 1857.